# جيف كورتين
جيف كورتين (بالإنجليزية: Jeff Curtin)‏ هو لاعب كرة قدم أمريكي في مركز الدفاع، ولد في 4 يوليو 1983 في Oreland, Pennsylvania ‏ في الولايات المتحدة. لعب مع دي.سي. يونايتد وشيكاغو فاير.

## وصلات خارجية
- جيف كورتين على موقع الدوري الأمريكي (الإنجليزية)
- جيف كورتين على موقع قاعدة بيانات كرة القدم.إي يو (الإنجليزية)